# 何晟铭
何晟銘（1976年7月9日—），原名何敏，曾用名何味奇，中国大陆男演员、歌手。出生于湖北省仙桃市。曾经在北京电影学院2004级进修班表演。

## 生平
何晟銘儿时叫何福荣，昵称小海，后改名何敏，决定单飞时改名何味奇，后以现名何晟铭进军影视。家中有父亲、母亲、哥哥（何海荣）。其粉絲稱為荷花（女）、荷葉（男）。
他在1996年以主唱身份加入“中国力量”组合，与彭亮、杨光迅速蹿红。中国力量于1997年9月参加了在香港举办的第一届全球华人歌唱大赛，并获得最佳台風奖及亚军，中国力量红极一时。
何敏于1998年单飞，以何味奇这个名字单独发展。同年他担任深圳味奇食品有限公司形象代表，于1998年8月8日成立了个人工作室--“味奇制作室”。9月推出《单飞——何味奇写真集》，同时推出的miniCD《单飞》并拍摄《单飞》MTV。然而他的歌唱事业并不如预期的那样顺畅。期间就读于北京电影学院学习表演，亦参加过电视剧的演出。
2005年，北上北京发展，改回本名何敏再战乐坛，但由于人气大不如前，工作量逐渐减少。何敏逐渐退居幕后，尝试新工作“视觉督导”。他曾经担任过胡静的广告片做视觉督导。
自2007年起，何敏改名何晟铭，并以演员的身份重新回归银幕，接连拍摄了《玫瑰江湖》、《锁清秋》、《大丫鬟》、《美人心计》、《欢喜婆婆俏媳妇》、《宮》等电视剧，是编剧于正的得意爱将，成为当红小生。在《玫瑰江湖》中，他饰演的林初一虽然略带痞气，但是依然得到了观众的认可。《锁清秋》中的冷云让他一度被评为“年代小生”。2010年初，在开年大戏《美人心计》中饰演的周亚夫是一个至情至圣的人，他与杨幂饰演的雪鸢的爱情故事，为人称道。2011年初，在开年大戏《宫》中，何晟铭演绎皇族子弟。演绎获得了更多观众的关注和青睐。2011年是何晟铭的“高产”年，这一年里他接拍了很多新戏，《藏心术》《傾城绝恋》甚至在大荧幕初露头角，在由胡大为导演執导的年度战争大片《遍地狼烟》中饰演小伍一角。

## 作品

### 電視劇
| 首播年份 | 劇名                 | 角色                | 备注               |
| -------- | -------------------- | ------------------- | ------------------ |
| 2001年   | 《重拳出击》         | 熊中杰              |                    |
| 2005年   | 《椰林滩大道东》     | 唐军                |                    |
| 2008年   | 《难为女儿红》       | 沈俊生              |                    |
| 2008年   | 《一千滴眼泪 》      | 万家辉              |                    |
| 2009年   | 《玫瑰江湖》         | 林初一              |                    |
| 2009年   | 《锁清秋》           | 冷云                |                    |
| 2009年   | 《贤妻良母》         | 陈建业              |                    |
| 2010年   | 《美人心计》         | 周亚夫              |                    |
| 2010年   | 《大丫鬟》           | 沈流年              |                    |
| 2010年   | 《欢喜婆婆俏媳妇》   | 铁长欢              |                    |
| 2010年   | 《国色天香》         | 宫少华              |                    |
| 2011年   | 《宫》               | 胤禛（四阿哥/雍正） | 又名：《宫锁心玉》 |
| 2011年   | 《唐宮美人天下》     | 裴少卿              |                    |
| 2011年   | 《被遗弃的秘密》     | 戴永成              | 又名《藏心术》     |
| 2012年   | 《宫锁珠帘》         | 胤禛（四阿哥/雍正） |                    |
| 2012年   | 《倾城雪》           | 方天羽              |                    |
| 2012年   | 《倾城绝恋》         | 靖轩                |                    |
| 2013年   | 《王者清風》         | 乾隆                |                    |
| 2013年   | 《桐柏英雄》         | 赵永生              |                    |
| 2013年   | 《婚前协议》         | 張凱銘              |                    |
| 2013年   | 《猎天狼》           | 杨天啸              |                    |
| 2014年   | 《爱的妇产科》       | 楊俊波              |                    |
| 2015年   | 《少年四大名捕》     | 安世耿              |                    |
| 2015年   | 《给幸福下订单》     | 周大方              |                    |
| 2015年   | 《半为苍生半美人》   | 华佗                |                    |
| 2015年   | 《幸福的方向》       | 刘星河              | 又名《幸福双黄线》 |
| 2016年   | 《生死黎平》         | 王大雷              |                    |
| 2016年   | 《杜心五传奇》       | 杜心五              |                    |
| 2017     | 《怒海红尘》         | 林啸                |                    |
| 2017     | 《反恐特战队之猎影》 | 江寒                |                    |
| 2018     | 《忘情歌》           | 凌世为              |                    |
| 2019     | 《漫长的告别》       | 付翔                |                    |
| 2020     | 《琉璃》             | 离泽宫宮主          |                    |
| 2021     | 《百炼成钢》         | 陈望道              | 單元《国际歌》     |
| 2021     | 《大决战》           | 蔣經國              | 客串               |
| 2021     | 《与君歌》           | 仇子梁              |                    |
| 2022     | 《迷雾之境》         | 姚父                | 网络短剧           |
| 2022     | 《山河月明》         | 朱標                | 2018年拍攝         |
| 2022     | 《破晓东方》         | 蔣經國              | 客串               |
| 2022     | 《少年歌行》         | 莫衣                | 客串，网络剧       |
| 2023     | 《长风渡》           | 江河                |                    |
| 2023     | 《玉骨遥》           | 北冕帝              | 网络剧             |
| 待播     | 《制裁者联盟》       |                     | 2016年拍攝         |
| 待播     | 《权与利》           |                     |                    |

### 电影
- 2009年《爱，回家》飾高磊
- 2010年《狄仁傑之通天帝國》 飾 士兵
- 2011年《跑出一片天》飾 裁判
- 2011年《遍地狼烟》饰 何耀伍
- 2013年《寻回真实的自己》飾 何总
- 2020年《南行九歌》
- 2021年《重启地球》(網絡電影)飾 杨浩
- 2023年《莫斯科行動》飾
- 2023年《生死交锋》(網絡電影)
- 2024年《借命人》(網絡電影)
- 待上映《白色婚礼》

### 綜藝節目
- 2015年《全员加速中》

### 写真集
- 1998年 《单飞》
- 2006年 《敏感地带》

### 专辑
- 1999年 《为何爱情的滋味是这么奇美》

1. 为何爱情的滋味是这么奇美
2. 单飞
3. 靠近
4. 为何爱情的滋味是这么奇美(的士高版)
5. 柏拉图之爱(爱情乐与怒版)
6. 柏拉图之爱(爱之跳舞版)
7. 情浓一生
8. 为何爱情的滋味是这么奇美(合唱版)
9. 柏拉图之爱
10. 全心全意
11. 星座传说

- 2001年《梦见何味奇》

1. 搖搖擺擺
2. 指尖谈恋爱
3. 心还暖
4. 全攻略
5. 瓢
6. 面具
7. 梦见美丽
8. 曼谷1976
9. BA BA BA

- 2002年 《梦见美丽》
- 2004年《火焰》

1. 粗心大意
2. 大声说爱你
3. 第一次
4. 关心
5. 回到以前
6. 火焰
7. 敏感地带
8. 你的世界
9. 奇迹
10. 日出

- 2006年 《娱乐效应》

1. 逃逃逃（娱乐效应）
2. 指尖谈恋爱
3. I LIKE MUSIC
4. 靠近
5. 恋爱主义
6. 每天想念
7. 梦见美丽
8. 指尖谈恋爱
9. 别哭了，宝贝
10. 面具
11. 摇摇摆摆
12. I Like Music (Remix)
13. 每天想念

- 2012年 《佛說》

1. 佛說
2. 佛說(正式母帶版)
3. 爱的供养
4. 倾城雪
5. 见或不见
6. 昙花一现
7. 藏心
8. 上善若水
9. 如花
10. 千堆雪

- 2016年 《二十年后》

1. 二十年后
2. 彩虹了
3. 北極光

### 音乐剧
- 《电影之歌》

### 單曲
1. 江湖谣（电视剧《玫瑰江湖》片头曲）
2. 天地不容（何晟铭&唐荭菲 电视剧《锁清秋》片头曲）
3. 再见（电视剧《一千滴眼泪》片头曲）
4. 一千滴眼泪（何晟铭&姜鸿 电视剧《一千滴眼泪》片尾曲）
5. 四季（电视剧《一千滴眼泪》插曲）
6. 永远（电视剧《贤妻良母》片头曲）
7. 重生（电视剧《贤妻良母》片尾曲）
8. 如花（电视剧《大丫鬟》片尾曲）
9. 椒房殿（电视剧《美人心计》片尾曲）
10. 上善若水（电视剧《国色天香》片头曲）
11. 回不去（何晟铭&邓天晴 电视剧《国色天香》片尾曲）
12. 别问我是谁（上善若水特别版）
13. 欢喜歌（何晟铭&胡杏儿 电视剧《欢喜婆婆俏媳妇》片头曲）
14. 厉害了（电视剧《欢喜婆婆俏媳妇》片尾曲）
15. 爱的供养（何晟铭、杨幂、合唱(三个版本)电视剧《宫锁心玉》片头曲）
16. 见或不见（电视剧《宫锁心玉》片尾曲）
17. 唐歌（电视剧《唐宫美人天下》片尾曲）
18. 藏心（电视剧《藏心术》主题曲）
19. 千堆雪（电视剧《藏心术》片尾曲）
20. 永恒是不可计算的爱（兼作词 电视剧《刺青·海娘》片尾曲）
21. 一起不孤单（兼作词 献给粉丝“荷花”们的歌）
22. 佛说（电视剧《宫锁珠帘》片尾曲）
23. 遍地狼烟（兼作词 处女作电影《遍地狼烟》宣传曲）
24. 有你更光亮（兼作词）
25. 昙花一现（兼作词 电视剧《倾城雪》主题曲）
26. 倾城雪（电视剧《倾城雪》片尾曲）
27. 爱的供养（晟铭、杜淳(合唱) 电视剧《宫锁珠帘》片头曲）
28. 2012萌下去
29. 不問(電視劇《像火花像蝴蝶》主題曲)
30. 石头（2013年新单曲）
31. 逆相思（电视剧《少年四大名捕》片尾曲）
32. 母親的微笑
33. 戀歌（電視劇《半妖傾城》片尾曲）
34. 悲喜樓（電視劇《聽雪樓》片尾曲）
35. 若就這樣了(電視劇《琉璃》插曲)

### 形象代言
- 残疾人教育爱心大使
- “卡宾”服饰的形象大使
- “909网络精英大赛”形象推广大使
- 小动物保护协会爱心大使
- KALLWAY加路威形象推广大使

### 活动
- 1999年12月 作为唯一被公开邀请内地男歌手参加在香港电台迎千禧大型文艺晚会
- 2000年2月 五省电视台联合举办的“星际联盟”首播晚会
- 2000年6月 由湖南卫视音乐不断举办的“个人专场歌友会”
- 2000年9月 作为广东歌手出席应邀参加在香港举办的第四届普通知歌曲和群英会
- 2002年4月 中央电视台、湖南卫视“心连心伟人故乡行”演唱会
- 2002年6月 中央电视台“同一首歌”演出
- 2002年9月 中央电视台、凤凰卫视“保护世界遗产”大型演唱会
- 2002年9月 中央电视台“海峡共明月、相聚在厦门”中秋晚会
- 2002年10月 东南卫视“非常音乐何味奇”个人电视演唱会
- 2003年2月 中央电视台国际频道元宵节晚会
- 2003年11月 “首届东南劲爆音乐榜颁奖典礼演唱会”荣获“最佳舞曲奖”
- 2003年12月 受邀作为参加表演嘉宾参加张惠妹厦门、汕头演唱会
- 2006年3月 中国无锡七彩音乐排行榜，“I like music”荣获“最佳舞曲奖”
- 2007年12月 以“银色之星”身份出席 JOHNNIE WALKER酒业在中国宁波举行的大型圣诞夜活动
- 2008年1月 出席 JOHNNIE WALKER酒在中国西安新年大型活动
- 2008年10月 《昕薇》杂志在北京举办的“梦幻东京行”活动
- 2011年1月 与杨幂还有冯绍峰做客《金鹰访谈》
- 2011年1月 与《宫锁心玉》众主创参加湖南卫视《快乐大本营》录制
- 2011年4月 拍摄杂志《新潮杂志》
- 2011年6月 拍摄《电视剧》杂志、《优家画报》杂志
- 2011年7月 拍摄《艺和粉丝共同庆生乐时尚影视杂志》总第30期封面
- 2011年7月 参加《嘉人》时尚庆典
- 2011年7月 作为嘉宾出席三亚比基尼千人马拉松比赛现场
- 2011年8月 参加《电视剧》杂志封面拍摄
- 2011年8月 《小资CHIC》杂志封面拍摄
- 2011年8月 men's joker型男志10月刊拍摄、《SO COOL》杂志拍摄
- 2011年8月 参加中央衛视《影视同期声》节目访谈月
- 2011年10月 江西南昌“放空之旅”，与邓细斌、汤镇宗、汤镇业为大圩小学捐赠了三十万元助学金
- 2011年10月 参加奥运体育公益电影《跑出一片天》启动仪式
- 2011年10月 参加影视风云榜《新势力盛典》
- 2011年11月 《移动信息》杂志封面拍摄
- 2011年12月 参加深圳2011年华鼎奖颁奖典礼获喜剧类最佳男演员奖,获最佳主题曲演唱奖
- 2011年12月 出席台州路桥大地数字影院何晟铭、朱琳影迷见面会
- 2011年12月 出席沈阳第三届报喜鸟新锐艺术人物盛典，获得最佳新锐演员奖
- 2011年12月 参加浙江卫视跨年演唱会录制
- 2012年1月 参加奥运公益电影《跑出一片天》拍摄
- 2012年1月 赴湖南长沙参加《快乐大本营》录制，并作客金鹰网访谈
- 2012年2月 出席武汉销品茂大厦商业活动
- 2012年3月 出席在哈尔滨远大购物中心举办的“Dior迪奥雪晶灵--雪肌无暇透白之源”大型产品演绎活动。
- 2012年3月 参加《时尚COSMOPOLITAN》杂志拍摄
- 2012年3月 出席在昆明百盛购物中心举办的“Dior迪奥雪晶灵--雪肌无瑕透白之源”大型产品路演活动
- 2012年3月 接受央视影视同期声等多家媒体采访
- 2012年3月 出席由《风尚志》携手北京来福士举办的一年一度的“地球一小时熄灯”公益活动
- 2012年3月 参加《昕薇》时尚生活第五期的拍摄
- 2012年4月 参与构思设计Chevignon品牌艺术概念品，所设计作品--飞机，在展览后将作慈善拍卖捐赠
- 2012年4月 参加明星爱街拍时尚拍摄
- 2012年5月 作为首位公益电影发起人，参加免费午餐基金和电影《跑出一片天》的公益合作签约仪式
- 2012年6月  做客《非常静距离》
- 2012年8月  受邀参加2012安徽卫视亚洲偶像盛典，并获亚洲偶像最具突破男演员奖
- 2012年8月  参加风尚志六周年演唱会，并获风尚人气奖
- 2012年8月  参加叶蓝的《请叫我女王》新书发布会
- 2012年9月  参加旅游卫视“全城皆拍”时尚大赛开幕派对
- 2012年9月  参加金鹰奖颁奖晚会，荣获观众最喜爱男演员奖
- 2012年9月  参加《男人装》杂志百期嘉年华活动
- 2012年10月 应邀参加第12届日内瓦高级钟表大赏(GPHG)全球巡展中国上海展 颁奖嘉宾
- 2012年10月 北京国际时装周 邀请看秀 Alex Wang 王培沂时装发布
- 2012年10月 北京国际时装周 邀请看秀 Simon Gao 高扬时装发布
- 2012年10月 北京国际时装周 邀请看秀 J Linderberg 时装发布
- 2012年10月 Vogue 120 周年 庆典
- 2012年10月 Sohu 万圣节美剧派对
- 2012年11月 杭州《王者清风》推广发布会
- 2012年11月 北京国际时装周 腾讯微博微访派对
- 2012年11月 《婚前协议》主题歌录音
- 2013年1月  上海星尚频道 剧组探班 专访
- 2013年1月  江苏卫视 《倾城绝恋》发布会

## 荣誉

### 中国力量
- 1997年9月 获第一届全球华人歌唱大赛最佳台風奖及亚军

### 个人
- 1998年12月:     《单飞》获得广东创作歌曲大赛及98第四季季选十大金曲奖，同年获得广州台视台新音乐年度“十大金曲”
- 1999年4月:      荣获南宁电视台举办的第三届中国原创十大金曲颁奖典礼十大金曲奖及最受欢迎新人奖
- 1999年6月:      荣获“至尚音乐城我最爱99”颁奖典礼1999年我最爱飞跃男歌手大奖
- 1999年8月:      获中国原创十大金曲颁奖典礼最佳新人奖
- 1999年9月:     《单飞》荣获中国原创歌曲总评第四季季选十大金曲奖
- 1999年10月:     《为何爱情的滋味这么奇美》荣获广东广播新歌排行榜第三季季选十大金曲奖
- 2000年1月:     《为何爱情的滋味这么奇美》荣获中国原创总评榜第三季季选十大金曲
- 2000年2月:      荣获中央电视台华夏原创总评榜年度最佳新人男歌手
- 2003年11月:      参加“首届东南劲爆音乐榜颁奖典礼演唱会”荣获“最佳舞曲奖”
- 2006年3月:      中国无锡七彩音乐排行榜，“I like music”荣获“最佳舞曲奖”
- 2006年:          荣获时尚集团授予的“时尚最佳衣着奖”
- 2010年12月17日： 在南方南方盛典获得“年度最佳新人奖”
- 2011年3月1日：  在优酷影视指数盛典获得“开年飞跃男演员奖”。
- 2011年7月15日： 出席“优酷影视盛典”，获“最受欢迎男演员”奖
- 2011年12月8日:  参加深圳2011年华鼎奖颁奖典礼，凭《欢喜婆婆俏媳妇》获喜剧类最佳男演员奖
- 2011年12月8日:  参加深圳2011年华鼎奖颁奖典礼，凭与杨幂合作的《爱的供养》获最佳主题曲演唱奖
- 2011年12月17日: 出席沈阳第三届报喜鸟新锐艺术人物盛典，获最佳新锐演员奖
- 2012年8月8日: 出席亚洲偶像盛典获年度最突破男艺人奖
- 2012年8月23日： 在风向志六周年演唱会获得2012年风尚人气明星奖
- 2012年月9日：在湖南卫视金鹰盛典获得金鹰奖“观众最喜爱的电视剧男演员奖”